# Бальмос
Бальмос (нім. Ballmoos) — комуна у Швейцарії, у кантоні Берн.

## Інформація

### Адміністративна приналежність
Входить до складу округу Фраубруннен. Офіційний код — 0531.

### Населення
Станом на 31 грудня 2007 року населення комуни становить 55 осіб.